# Rusko-turski ratovi
Rusko-turski ratovi odnose se na seriju sukoba između Ruskog i Osmanskog Carstva u drugoj polovici 2. tisućljeća:
|     | Sukob                                           | Ishod |
| --- | ----------------------------------------------- | --- |
| 1.  | Rusko-turski rat 1568. – 1570.                  | Ruska pobjeda                                                                                                  |
| 2.  | Rusko-krimski rat 1571. – 1574.                 | I. Moskovski požar (1571. godine; krimsko-turska pobjeda) II. Bitka kod Molodija (1572. godine; ruska pobjeda) |
| 3.  | Rusko-turski rat 1676. – 1681.                  | Neodlučeno |
| 4.  | Rusko-turski rat 1686. – 1700.                  | Ruska pobjeda                                                                                                  |
| 5.  | Rusko-turski rat 1710. – 1711.                  | Turska pobjeda                                                                                                 |
| 6.  | Rusko-turski rat 1735. – 1739.                  | Ruska pobjeda; austrijski poraz                                                                                |
| 7.  | Rusko-turski rat 1768. – 1774.                  | Ruska pobjeda                                                                                                  |
| 8.  | Rusko-turski rat 1787. – 1792.                  | Ruska pobjeda                                                                                                  |
| 9.  | Rusko-turski rat 1806. – 1812.                  | Ruska pobjeda                                                                                                  |
| 10. | Rusko-turski rat 1828. – 1829.                  | Ruska pobjeda                                                                                                  |
| 11. | Rusko-turski rat 1853. – 1856. („Krimski rat”)  | Tursko-saveznička pobjeda                                                                                      |
| 12. | Rusko-turski rat 1877. – 1878.                  | Pobjeda Rusije, Bugarske, Rumunjske, Srbije i Crne Gore                                                        |
| 13. | Prvi svjetski rat: Kavkaske bitke 1914. – 1917. | Mir u Brest-Litovsku: raspad dvaju carstava                                                                    |